# Tío de la Porra

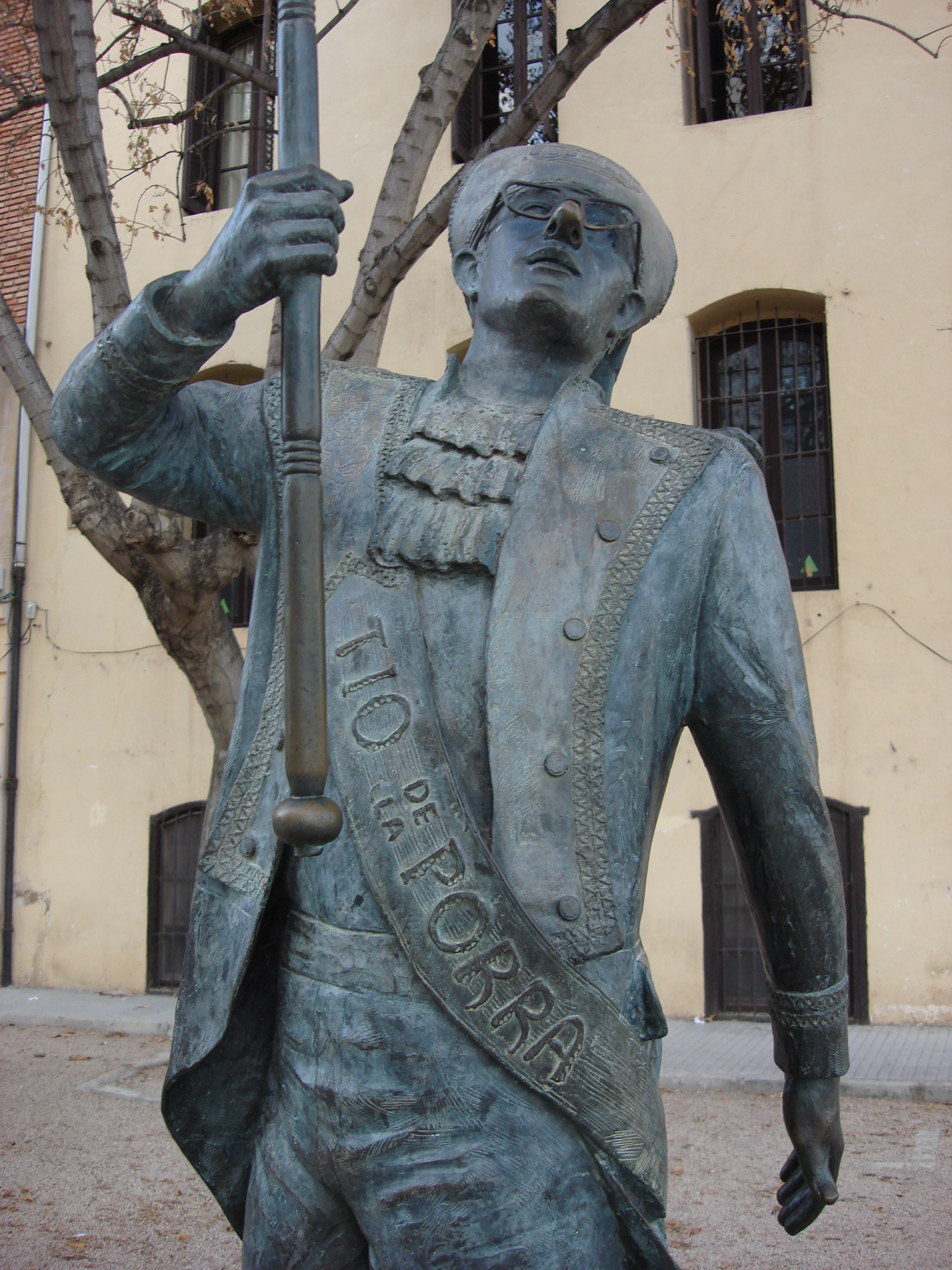

El Tío de la Porra es un personaje de ficción que llama a la celebración de las fiestas en Gandía y otros pueblos de su comarca, está considerado un patrimonio cultural de Gandía y de la Comunidad Valenciana. Forma parte de su patrimonio etnológico y de su tradición cultural.

## La tradición
Es el personaje más querido por los gandienses, de gran nariz y gafas negras, tiene una gran significación para los niños, ya que los saca de la escuela y les anuncia que las fiestas han comenzado. Este personaje es toda una institución que se ha hecho habitual en la Feria y Fiestas de Gandía. Representa un legendario heraldo anunciador de las fiestas . Aparece representado como el jefe de una banda de tambores que, disfrazada con uniformes militares del siglo XIX, con gafas y narices postizas , recorre las calles de la ciudad el primer día de la Feria para anunciar a los cuatro vientos que han llegado las fiestas. 
Esta tradición de un heraldo disfrazado que anuncia las fiestas también se representa en otros pueblos de la comarca de la Safor como Bellreguard, Ador y Oliva. Pero es en Gandía donde la tradición está más arraigada, de hecho se han dado los pasos para que se incluya el personaje en el Catálogo Valenciano de Bienes Culturales. La ciudad ya lo considera Bien Inmaterial de Relevancia Local.

## Origen
A raíz de los estudios que se realizaron, el historiador Josep Joan Coll descubrió que la tradición en la que se consideraba el personaje una sátira de las tropas napoleónicas es una tergiversación del auténtico origen. Los estudios los ha publicado el CEIC Alfons el Vell, Josep Joan Coll aporta pruebas en las que demuestra que el origen del personaje se sitúa en el Tambor Mayor de la milicia nacional de la capital de la Safor, heredera de los tercios españoles. Su misión era la de ser transmisor de información entre el gobierno y las instituciones de la Gandía amurallada del siglo XIX. Entre las noticias que comunicaba estaba el anuncio de las fiestas. Además sitúa el nacimiento de las comparsas en un episodio ocurrido en la Vieja Universidad, el Tambor acudió para avisar del inicio de los festejos y un grupo de alumnos realizó una comparsa criticando al ayuntamiento. Este es el origen del Tío de la Porra, el cual, a día de hoy y desde 1934, recorre los colegios para informar del arranque de la Feria y Fiestas.